# Kotlin (Programmiersprache)
Kotlin ist eine plattformübergreifende, statisch typisierte Programmiersprache, die in Bytecode für die Java Virtual Machine (JVM) übersetzt wird, aber auch in JavaScript-Quellcode, in WebAssembly oder (mittels LLVM) in Maschinencode  umgewandelt werden kann. Kotlin lässt sich außerdem zur Entwicklung von Android- und iOS-Apps verwenden. Google unterstützt seit 2017 offiziell die Entwicklung von Android-Apps in Kotlin, und diese ist seit Mai 2019 die dafür bevorzugte Sprache.

## Entwicklung
Hauptsächlich wurde die Sprache von den damals in Sankt Petersburg ansässigen JetBrains-Programmierern entwickelt. Daher stammt auch der Name: Kotlin ist eine Insel vor St. Petersburg.
Nach einem Jahr Entwicklung stellte JetBrains im Juli 2011 das Projekt „Kotlin“ der Öffentlichkeit als neue Sprache für die JVM vor. Im Februar 2012 veröffentlichte JetBrains den Quellcode unter einer Apache-2-Lizenz. Am 15. Februar 2016 wurde die Version 1.0 von Kotlin veröffentlicht. Diese Version wird als erstes offizielles Stable-Release betrachtet.
Der leitende Entwickler Dmitry Jemerow erklärte, dass die meisten Sprachen nicht die Merkmale zeigten, nach denen sie gesucht hätten, mit Ausnahme von Scala. Diese jedoch habe einen langsamen Compiler. Daher war eines der erklärten Ziele für Kotlin die hohe Kompiliergeschwindigkeit, wie man sie von Java her kenne.

## Tools
Auch die von JetBrains entwickelte IDE IntelliJ IDEA unterstützt seit der Version 15 Kotlin nativ via eines Plug-ins. Für Eclipse und Visual Studio Code stehen ebenfalls Plugins zur Verfügung. Es existieren zudem Plugins für Apache Maven und Gradle und ein Task für Apache Ant. Die offizielle Android-Entwicklungsumgebung Android Studio unterstützt von Version 3.0 an Kotlin als native Sprache zum Entwickeln von Android-Apps.
Im Java-Umfeld gibt es zahlreiche Frameworks und Bibliotheken, die bei der Test-Erstellung helfen. Da Kotlin vollständig interoperabel mit Java ist, können alle diese Tools ohne Weiteres für Tests von Kotlin-Code verwendet werden. Daneben existieren auch native Test-Frameworks für Kotlin wie z. B. kotlin-test.

## Syntax
Die Sprache ist syntaktisch nicht zu Java kompatibel, aber so gestaltet, dass sie mit Java-Code interoperieren kann. Außerdem nutzt sie bestehenden Code der Java Class Library (JCL), z. B. das Java Collections Framework (JCF).
Anders als in Java wird bei Kotlin der Datentyp einer Variable bei ihrer Deklaration nicht vor dem Variablennamen, sondern danach, abgetrennt durch einen Doppelpunkt, notiert. Allerdings unterstützt Kotlin auch Typinferenz, sodass der Typ oft auch weggelassen werden kann, wenn er aus dem Zusammenhang klar ist. Als Anweisungsende genügt der Zeilenumbruch, ein Semikolon ist hierbei nur notwendig, wenn eine Zeile aus mehreren Anweisungen besteht. Zusätzlich zu Klassen und Methoden (in Kotlin: member functions) aus der objektorientierten Programmierung unterstützt Kotlin prozedurale Programmierung unter Verwendung von Funktionen, sowie bestimmte Aspekte der funktionalen Programmierung. Als Einstiegspunkt dient wie bei C u. ä. eine Main-Funktion.

### Hallo Welt
Ein Programm, das die Zeichenkette „Hallo Welt“ ausgibt.
```
fun
 
main
()
 
{
                          
// Einsprungpunkt (Main-Funktion)

    
println
(
"Hallo Welt!"
)
            
// Gib den String 'Hallo Welt!' aus

}

```

### Funktionen
```
// Definition einer Funktion "funktionsBeispiel"

fun
 
funktionsBeispiel
()
 
{

// ...

}

// Funktion mit zwei Argumenten und einem Rückgabewert

fun
 
add
(
x
:
 
Int
,
 
y
:
 
Int
):
 
Int
 
{

    
return
 
x
 
+
 
y

}

// Besteht eine Funktion aus nur einem Ausdruck, dürfen die geschweiften Klammern, der Rückgabetyp und das "return" weggelassen werden.

fun
 
add2
(
x
:
 
Int
,
 
y
:
 
Int
)
 
=
 
x
 
+
 
y

// Einsprungpunkt (Main-Funktion)

fun
 
main
(
args
:
 
Array
<
String
>
)
 
{

    
// Definition einer verschachtelten Funktion, die nur in main aufgerufen werden kann.

    
fun
 
test
()
 
{

        
println
(
"Hello World!"
)

    
}

    
// Aufrufen der Funktion

    
test
()

}

```

### Klassen und Objekte
```
// Definition einer Beispielklasse

class
 
KlassenBeispiel
(

    
// Argumente

    
x
:
 
Float
,

    
var
 
text
:
 
String

)
 
{

    
// Attribute werden wie eine Variable in der Klasse definiert

    
val
 
zahl
 
=
 
x
.
toInt
()

    
// init-Block

    
init
 
{

        
println
(
"Klasse wurde initialisiert mit Float 
$
x
"
)

    
}

    
// Interne Methode

    
fun
 
textUmdrehen
()
 
{

        
text
 
=
 
text
.
reversed
()

    
}

    
// Methode mit Rückgabewert

    
fun
 
ersteXTextBuchstaben
():
 
String
 
{

        
return
 
text
.
slice
(
0.
.
<
zahl
)

    
}

}

fun
 
main
()
 
{

    
val
 
objekt
 
=
 
KlassenBeispiel
(
4f
,
 
"Hallo Wiki"
)

    
// -> Klasse wurde initialisiert mit Float 4.0

    
println
(
"Zahl ist 
${
objekt
.
zahl
}
, Text ist 
${
objekt
.
text
}
"
)

    
// -> Zahl ist 4, Text ist Hallo Wiki

    
objekt
.
textUmdrehen
()

    
println
(
objekt
.
text
)

    
// -> ikiW ollaH

    
println
(
objekt
.
ersteXTextBuchstaben
())

    
// -> ikiW

}

```

### Kontrollstrukturen
Kotlin unterstützt die gängigen Kontrollstrukturen.

#### If-Anweisung
```
// Weist der schreibgeschützten lokalen Variable 'x' die Tastatureingabe (standard input stream) als Integer-Wert zu.

val
 
x
 
=
 
readLine
()
!!
.
toInt
()

// if..else-Anweisung, die prüft, ob der Integer-Wert größer, kleiner oder gleich 0 ist.

// Mit Ausgabe von Text auf der Konsole.

if
 
(
x
 
>
 
0
)
 
print
(
"positiv"
)
 
else
 
if
 
(
x
 
<
 
0
)
 
print
(
"negativ"
)
 
else
 
print
(
"0"
)

// Int-Eingabe: 10 -> String-Ausgabe: positiv

```

#### When-Anweisung
Die when-Anweisung dient dem Pattern Matching. Nicht spezifizierte Fälle können mit „else“ abgefangen werden (vergleichbar mit „default“ bei switch-case-Anweisungen in Java).
```
//  Weist der schreibgeschützten lokalen Variable 'x' die Tastatureingabe (standard input stream) als Integer-Wert zu.

val
 
x
 
=
 
readLine
()
!!
.
toInt
()

when
 
(
x
)
 
{

    
1
 
->
 
print
(
"x == 1"
)

    
2
 
->
 
print
(
"x == 2"
)

    
3
,
 
4
 
->
 
print
(
"x == 3 oder x == 4"
)

    
in
 
5.
.
7
 
->
 
print
(
"x zwischen 5 und 7"
)

    
else
 
->
 
print
(
"x ist kleiner als 1 oder größer als 7."
)

}

```

#### Repeat-Anweisung
```
// Wiederholt die Funktionsanweisung 2x

repeat
(
2
)
 
{

    
println
(
"Hello Wiki"
)

}

// Hello Wiki

// Hello Wiki

```

#### For-Schleife
```
// Iteriert i innerhalb der 7-downTo-1-Range in Zweierschritten

for
 
(
i
 
in
 
7
 
downTo
 
1
 
step
 
2
)
 
print
(
"
$
i
 "
)

// 7 5 3 1

```

### Funktionen höherer Ordnung
Kotlin unterstützt die Verwendung von Funktionen höherer Ordnung sowie von Closures mithilfe von Funktionszeigern, anonymen Funktionen und Lambda-Ausdrücken.
```
// Funktion, die eine andere Funktion entgegennimmt

fun
 
callWithInt
(
number
:
 
Int
,
 
fn
:
 
(
Int
)
 
->
 
Int
)
 
{

    
val
 
result
 
=
 
fn
(
number
)

    
println
(
result
)

}

// Funktion, die eine andere Funktion zurückgibt

fun
 
makeAdder
(
a
:
 
Int
):
 
(
Int
)
 
->
 
Int
 
{

    
fun
 
add
(
b
:
 
Int
)
 
=
 
a
 
+
 
b

    
return
 
::
add

}

// Anders als in Java dürfen in Kotlin Closures auf Variablen auch schreibend zugreifen

var
 
number
 
=
 
0

fun
 
makeCounter
():
 
()
 
->
 
Int
 
{

    
fun
 
counter
()
 
=
 
++
number

    
return
 
::
counter

}

fun
 
double
(
x
:
 
Int
)
 
=
 
x
 
*
 
2

fun
 
main
()
 
{

    
// Aufruf mit Funktionszeiger

    
callWithInt
(
42
,
 
::
double
)

    
// Aufruf mit anonymer Funktion

    
callWithInt
(
42
,
 
fun
(
x
:
 
Int
)
 
=
 
x
 
*
 
2
)

    
// Aufruf mit Lambda-Ausdruck

    
callWithInt
(
42
,
 
{
 
x
 
->
 
x
 
*
 
2
})

    
// Als letztes Argument dürfen Lambdas außerhalb der runden Klammern geschrieben werden.

    
// Wenn die Funktion nur ein Argument erwartet, heißt dieses "it", falls nicht anders festgelegt.

    
callWithInt
(
42
)
 
{
 
it
 
*
 
2
 
}

    
val
 
add2
 
=
 
makeAdder
(
2
)

    
println
(
add2
(
5
))
 
// gibt 7 aus

    
val
 
counter
 
=
 
makeCounter
()

    
println
(
counter
())
 
// Gibt 1 aus

    
println
(
counter
())
 
// Gibt 2 aus

}

```

Funktionen höherer Ordnung werden auch in der Standardbibliothek verwendet, insbesondere bei Collections-Datentypen wie Listen, Maps oder Sets.
```
val
 
list
 
=
 
setOf
(
1
,
 
2
,
 
3
,
 
4
,
 
5
)

println
(
list
.
map
 
{
 
it
 
*
 
2
 
})
 
// [2, 4, 6, 8, 10]

println
(
list
.
filter
 
{
 
it
 
>
 
2
 
})
 
// [3, 4, 5]

println
(
list
.
groupBy
 
{
 
it
 
%
 
2
 
})
 
// {1=[1, 3, 5], 0=[2, 4]}

val
 
cities
 
=
 
listOf
(
"Berlin"
,
 
"Hamburg"
,
 
"München"
,
 
"Köln"
,
 
"Frankfurt"
)

// Die Anfangsbuchstaben der drei Städte mit den kürzesten Namen hintereinander

val
 
result
 
=
 
cities

    
.
sortedBy
 
{
 
it
.
length
 
}

    
.
take
(
3
)

    
.
map
 
{
 
it
[
0
]
 
}

    
.
fold
(
""
)
 
{
 
acc
,
 
char
 
->
 
acc
 
+
 
char
 
}

println
(
result
)
 
// KBH

```

### Null Safety
Die falsche Verwendung von Null-Pointern, die zu sogenannten „Null Pointer Exceptions“ führen können, ist in vielen Programmiersprachen eine häufige Fehlerursache. Daher stellt Kotlin eine Reihe von Features zur Verfügung, die das Auftreten solcher Null Pointer Exceptions bereits zur Kompilierzeit verhindern sollen. So muss der Entwickler zum Beispiel beim Deklarieren einer Variable explizit angeben, ob diese den Wert null annehmen darf oder nicht. Variablen, die null sein können, werden „nullable“ (etwa: nullierbar) genannt.
```
// Erstellt eine Variable vom Typ "Int" (darf nicht "null" sein)

var
 
a
:
 
Int
 
=
 
123

// Erstellt eine Variable, die den Wert "null" annehmen darf.

var
 
b
:
 
Int?
 
=
 
456

// Nicht erlaubt (Erzeugt einen Kompilierfehler)

a
 
=
 
null

// Zugelassen

b
 
=
 
null

```

Wenn eine Variable, die null werden kann, verwendet wird, ohne sie vorher auf null geprüft zu haben, führt dies beim Kompilieren ebenfalls zu einem Fehler.
```
fun
 
nullSafety
()
 
{

    
val
 
test
:
 
String?
 
=
 
"Test"

    
// Kompilierfehler (könnte "Null Pointer Exception" verursachen)

    
println
(
test
.
length
)

    
// Erlaubt, da auf null abgeprüft wird.

    
if
 
(
test
 
!=
 
null
)

        
println
(
test
.
length
)

    
// Auch erlaubt (zweite Bedingung wird nur überprüft, wenn die erste falsch ist)

    
if
 
(
test
 
==
 
null
 
||
 
test
.
length
 
==
 
0
)

        
println
(
"Leerer String"
)

    
// Ebenfalls erlaubt

    
if
 
(
test
 
==
 
null
)

        
return

    
println
(
test
.
length
)

}

```

Kotlin bietet außerdem für einige typische Fälle besondere Syntax, um den benötigten Code zu verkürzen.
```
val
 
ort
 
=
 
kunde
?.
adresse
?.
ort

val
 
ortOderLeer
 
=
 
ort
 
?:
 
""

// Obiger Code ist gleichbedeutend mit:

val
 
ort
:
 
String?

if
 
(
kunde
 
==
 
null
 
||
 
kunde
.
adresse
 
==
 
null
)

    
ort
 
=
 
null

else

    
ort
 
=
 
kunde
.
adresse
.
ort

val
 
ortOderLeer
:
 
String

if
 
(
ort
 
==
 
null
)

    
ortOderLeer
 
=
 
""

else

    
ortOderLeer
 
=
 
ort

```

## Versionen
Seit Kotlin 2.0.0 werden folgende Arten von Releases veröffentlicht:
- Language Releases (2.x.0): Große Änderungen in der Programmiersprache, Tooling-Aktualisierungen. Werden alle 6 Monate veröffentlicht.
- Tooling Releases (2.x.20): Performance Verbesserungen, Fehlerbehebungen. Werden 3 Monate nach dem entsprechenden Language Release veröffentlicht.
- Bug Fix Releases (2.x.yz): Fehlerbehebungen für Tooling Releases. Kein Zeitplan für die Veröffentlichung.[24]

| Version | Datum              | Wichtige Änderungen |
| ------- | ------------------ | --- |
| M1      | 12. April 2012     | Erster Milestone Release. Erster eigenständig lauffähiger Compiler. Erste Version der Kotlin-Standardbibliothek. |
| M2      | 11. Juni 2012      | Einführung von Zugriffsmodifikatoren. Android Support wurde eingeführt. |
| M3      | 20. September 2012 | Mehrfachzuweisungen und Dataclasses wurden eingeführt. Erste Version von Kotlin Collections. Externe Annotationen und lokale Funktionen und Klassen werden ermöglicht. |
| M4      | 11. Dezember 2012  | JDK7-Kompatibilität wurde hinzugefügt. Deprecation Support über neue Annotation. |
| M5      | 04. Februar 2013   | Package Classes als Ersatz für Namespace-Klassen. Innere Klassen sind nun möglich. Default-Konstruktoren werden nun automatisch generiert. |
| M6      | 12. August 2013    | Annotationen können nur Argumente vom Typ Enum verwenden. Erste Version auf Maven Central. Android-Studio-Support. |
| M7      | 20. März 2014      | Inline Support für Lambda-Funktionen während der Kompilierzeit. toString(), equals() und hashCode() müssen nun explizit überschrieben werden. Throws Annotation für das Werfen von Exceptions wurde hinzugefügt. Streams werden nun unterstützt. |
| M8      | 02. Juli 2014      | Reflections erlauben nun auch den Zugriff auf Felder. transient, synchronized und strictfp keywords wurden hinzugefügt. |
| M9      | 15. Oktober 2014   | Inkrementelles Kompilieren des Quellcodes wird ermöglicht. Verbesserter Support für gemeinsamen Einsatz von Java und Kotlin unter anderem durch Plattformtypen. |
| M10     | 17. Dezember 2014  | Der reified-Parameter kann auch in Inline-Funktionen verwendet werden. Über die Java Native API können auch native Funktionen deklariert werden. |
| M11     | 19. März 2015      | Eine Klasse kann nun über mehrere Konstruktoren verfügen. Der Initialisierungsblock wird über das Keyword init markiert. Companion-Objekte können direkt über die Containerklasse angesprochen werden. Eigene Reflection API unabhängig von der JVM.                                                                                                 |
| M12     | 29. Mai 2015       | Enums und Annotationen haben eine neue Syntax bekommen. Smart Casts wurden verbessert. Funktionstypen und erweiterte Funktionstypen können nun gegeneinander ausgetauscht werden. |
| M13     | 16. September 2015 | Über lateinit können nun auch Felder, die keine Null-Werte beinhalten dürfen, über Dependency Injection initialisiert werden. Sealed-Klassen ermöglichen Algebraischer Datentypen. Annotationen für Annotationen wurden eingeführt. Modifikatoren und Annotationen wurden syntaktisch getrennt. Erweiterung der Reflection API.                      |
| M14     | 01. Oktober 2015   | Annotationen können zur file-Klasse hinzugefügt werden. Reorganisation von Hilfsklassen in einzelne Klasse für jeden Datentyp. |
| 1.0     | 15. Februar 2016   | Erster offizieller Release. Zukünftige Versionen sollen abwärtskompatibel bleiben. Hierzu werden in früheren Versionen als deprecated markierte Features als Error markiert. |
| 1.1     | 01. März 2017      | Koroutinen erlauben eine einfache Programmierung von asynchronem Code. Offizieller Release für das Kotlin JavaScript Target, um Kotlin-Code direkt in JavaScript-Code zu kompilieren. |
| 1.2     | 28. November 2017  | Einführung von Multiplattform-Projekten, um Code zwischen den verschiedenen Ebenen eines Projektes mehrfach zu verwenden. Effizientere Kompilierung. |
| 1.3     | 29. Oktober 2018   | Beta zu Kotlin Native. Code kann direkt in native Binary-Dateien kompiliert werden. |
| 1.4.0   | 17. August 2020    | Verbesserte Performance und Stabilität. Single-Abstract-Method-Konvertierung kann nun auch auf Kotlin-Code direkt angewendet werden. |
| 1.4.20  | 23. November 2020  | |
| 1.4.30  | 03. Februar 2021   | |
| 1.5.0   | 5. Mai 2021        | Der JVM IR Compiler ist nun der Standardcompiler für Kotlin. Sealed Interfaces und Inline-Klassen wurden hinzugefügt. |
| 1.5.20  | 24. Juni 2021      | |
| 1.5.30  | 24. August 2021    | |
| 1.6.0   | 16. November 2021  | Einführung von sealed-when-Ausdrücken. Neuer Kotlin-Native-Speichermanager. |
| 1.6.20  | 04. April 2022     | |
| 1.7.0   | 09. Juni 2022      | Einführung des Kotlin K2 Compilers. Inkrementelle Kompilierung unterstützt nun auch nicht Kotlin-Komponenten in einem Gradle-Bau. |
| 1.7.20  | 29. September 2022 | |
| 1.8.0   | 28. Dezember 2022  | Performance-Verbesserung für Reflection. Bessere Interoperabilität mit Objective-C/Swift |
| 1.8.20  | 25. April 2023     | |
| 1.9.0   | 06. Juli 2023      | Feature Release mit Kotlin K2 Compiler Updates, einer neuen Funktion für Enum Klassenwerte, einem neuen Operator für offene Bereiche, einer Vorschau auf den Gradle Configuration Cache in Kotlin Multiplatform. Änderungen am Android Target Support in Kotlin Multiplatform und einer Vorschau auf einen Custom Memory Allocator in Kotlin/Native. |
| 1.9.20  | 01. November 2023  | |
| 2.0.0   | 21. Mai 2024       | Language Release mit dem Stable Kotlin K2 Compiler. |
| 2.0.20  | 22. August 2024    | |
| 2.1.0   | 27. November 2024  | Language Release mit der Einführung neuer Language Features |

## Rezeption
- Google hat Kotlin auf der Entwicklerkonferenz I/O 2019 zur bevorzugten Programmiersprache für Android erklärt.[53]
- Meta Platforms nutzt nach eigenen Angaben in seiner Android-Codebase im Oktober 2022 mehr als 10 Millionen Zeilen Code, der in Kotlin geschrieben ist.[54]
- In der Ausgabe Januar 2012 des Dr. Dobb’s Journal wurde die Programmiersprache zur Sprache des Monats (language of the month) erklärt.[55]

Der Kotlin-Website zufolge setzen kleine wie große Projekte die Sprache ein:
- Pinterest nutzen monatlich 150 Millionen Anwender.
- Gradle setzt Kotlin für Installationsskripte ein.
- Evernote verwendet Kotlin für seinen Android-Client.
- Uber nutzt Kotlin für interne Werkzeuge.
- Corda, eine vollständig in Kotlin entwickelte Open-Source-Software für Blockchains, wird von mehreren Großbanken verwendet.[56]
- Coursera entwickelt Android-Apps zum Teil mit Kotlin.
- Atlassian verwendet Kotlin für das Werkzeug Trello unter Android.[57]